# Westliche Simonyspitze
Westliche Simonyspitze är en bergstopp i Österrike. Den ligger i distriktet Lienz och förbundslandet Tyrolen, i den centrala delen av landet, 300 km väster om huvudstaden Wien. Toppen på Westliche Simonyspitze är 3 481 meter över havet.
Den högsta punkten i närheten är Großvenediger, 3 662 meter över havet, 7,5 km nordost om Westliche Simonyspitze. Runt Westliche Simonyspitze är det ganska glesbefolkat, med 26 invånare per kvadratkilometer. Närmaste större samhälle är Neukirchen am Großvenediger, 19,8 km norr om Westliche Simonyspitze.